# Rhapsody Originals
Rhapsody Originals – album koncertowy amerykańskiej grupy metalowej P.O.D.

## Lista utworów
1. "Set It Off" - 4:46
2. "Addicted" - 3:48
3. "Kaliforn-Eye-A" - 5:12
4. "Boom" - 3:34
5. "Southtown" - 4:50
6. "Shine With Me" - 3:54
7. "Lights Out" - 2:57
8. "Without Jah, Nothin'" - 1:42
9. "Youth of the Nation" - 4:29
10. "When Angels & Serpents Dance" - 4:20
11. "It Can't Rain Everyday" - 4:35
12. "Alive" - 4:22
13. "God Forbid" - 4:32

## Twórcy
- Sonny Sandoval − śpiew
- Wuv Bernardo − perkusja
- Traa Daniels − gitara basowa
- Marcos Curiel − gitara